# 1000-km-Rennen von Spa-Francorchamps 1967

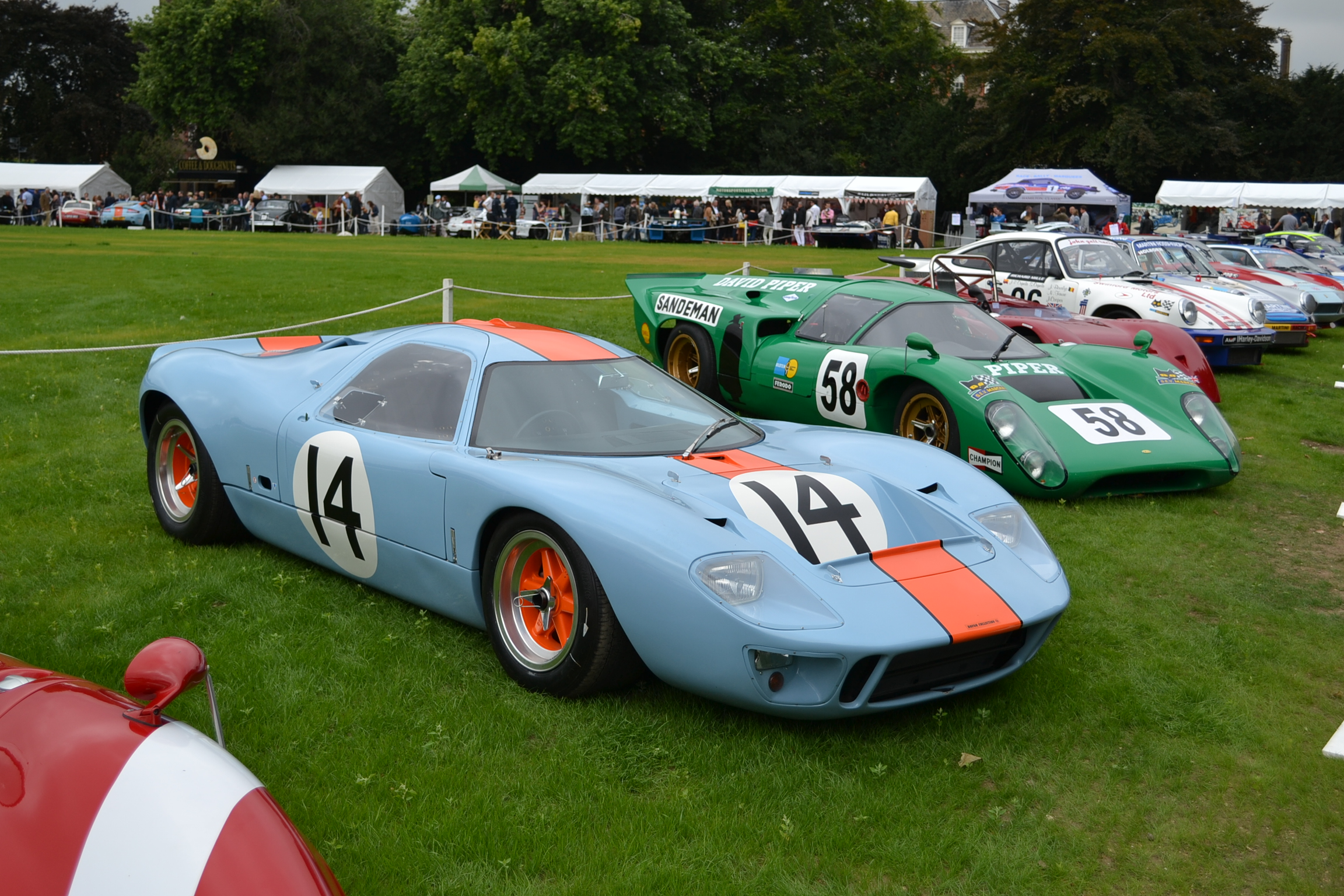
Mirage M1 (vorne Nummer 14) mit der Chassisnummer M10001. Mit Chassis M10003 gewannen Jacky Ickx und Dick Thompson das Rennen

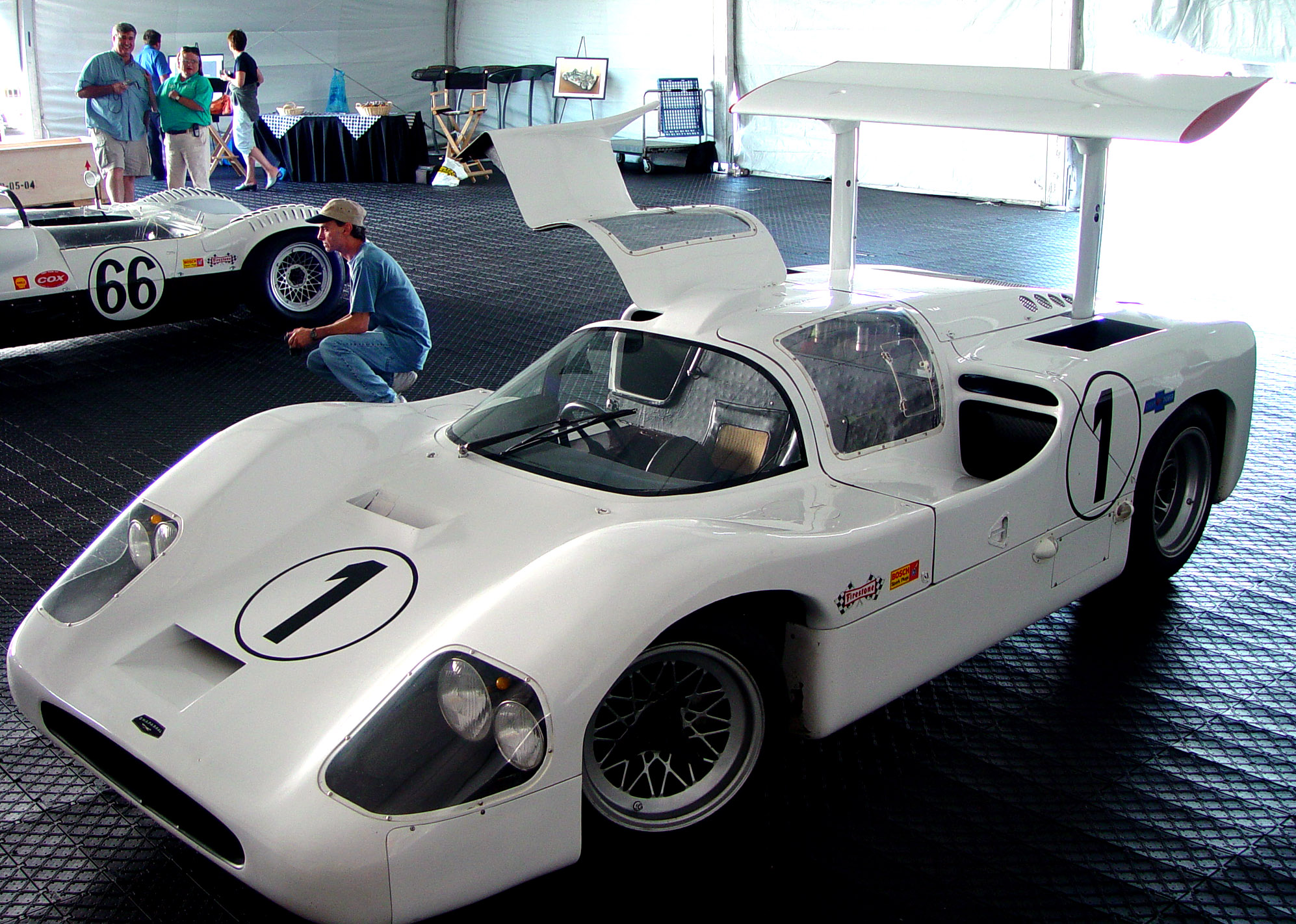
Der wegen eines Getriebeschadens ausgefallene Chaparral 2F von Mike Spence und Phil Hill

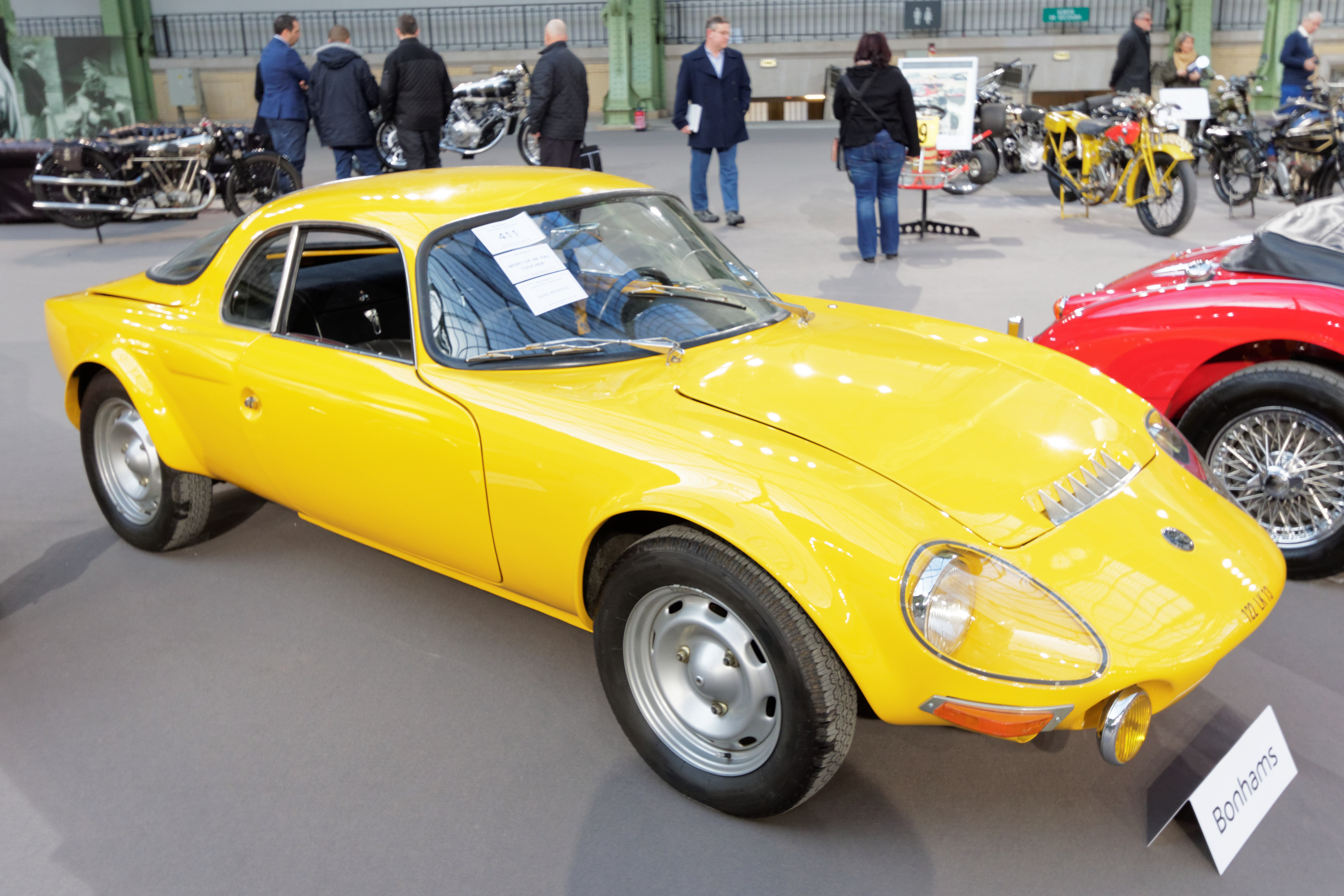
Matra Djet 5S, ein seltener Starter bei einem Sportwagenrennen. Eric de Keyn und Francis Polak fuhren ihren Djet an die 15. Stelle der Gesamtwertung und zum dritten Rang in der GT-2-Liter-Klasse

Das zweite 1000-km-Rennen von Spa-Francorchamps, auch Grand Prix de Spa, Circuit National de Francorchamps, fand am 1. Mai 1967 auf dem Circuit de Spa-Francorchamps statt und war der vierte Wertungslauf der Sportwagen-Weltmeisterschaft dieses Jahres.

## Vor dem Rennen
Der 1000-km-Event in Spa war 1967 bereits der vierte Weltmeisterschaftslauf. Die Saison begann im Februar in Florida, wo auf dem Daytona International Speedway zum zweiten Mal das 24-Stunden-Rennen von Daytona ausgefahren wurde. Das Rennen endete mit einem Dreifachsieg für Ferrari. Die Werks-Ferrari 330P4 von Lorenzo Bandini/Chris Amon und Mike Parkes/Ludovico Scarfiotti gewannen vor dem North American Racing-412P von Pedro Rodríguez und Jean Guichet. Auch das zweite Rennen der Saison fand in Florida statt. Auf der Flugplatzpiste in Sebring gewannen Bruce McLaren und Mario Andretti auf einem Werks-Ford GT40 MK.IV das 12-Stunden-Rennen.
Der dritte Lauf, das 1000-km-Rennen von Monza, endete wieder mit einem Ferrari-Sieg durch Lorenzo Bandini und Chris Amon im 330P4.

## Das Rennen
Die Scuderia Ferrari brachte nur einen Werkswagen zur Rennstrecke von Spa, einen 330P4, der Ludovico Scarfiotti und Mike Parkes anvertraut wurde. Unterstützung erhielt die Ferrari-Werksmannschaft von den beiden 412P von Maranello Concessionaires – gefahren von Richard Attwood und Lucien Bianchi – und der Equipe Nationale Belge für Willy Mairesse und Jean Blaton.
Nachdem der Wagen in Monza in Führung liegend ausgeschieden war, kam Chaparral mit einem neuen Chassis nach Spa. Fahrer waren wie in Monza Phil Hill und Mike Spence. In Monza hatte der Mirage M1, der bei John Wyer auf Basis des Ford GT40 aufgebaut worden war, sein Renndebüt gegeben. Für Spa bekamen die beiden gemeldeten Wagen neue, von Holman & Moody in den USA gebaute Ford-5,7-Liter-V8-Motoren.
In der Klasse für Prototypen bis 2 Liter Hubraum meldete Porsche zwei 910. Der 910 war das Nachfolgemodell des Porsche 906, von dem das Fahrgestell, der Motor und das Getriebe übernommen worden waren. Die vier Werksfahrer in Spa waren Jo Siffert, Hans Herrmann, Gerhard Koch und Gerhard Mitter.
Während des ersten Trainings am Samstag fuhr Phil Hill im Chaparral die schnellste Zeit, die am zweiten Trainingstag nicht mehr erreicht werden konnte. Hill fuhr 3:35,600 Minuten auf dem 14,120 Kilometer langen Kurs. Die Zeit entsprach einer Durchschnittsgeschwindigkeit von 235,436 km/h. Da die Trainingseinheiten am Samstag und am Sonntag abgehalten wurden, fand das Rennen erst am Montag statt. Bereits in der Früh begann der Renntag mit Regen, der auch bei Rennstart um 13 Uhr anhielt. Knapp nach dem Start übernahm Jacky Ickx im Mirage die Führung vor Willy Mairesse im Ferrari. Richard Attwood hatte beim Start den Motor seines Ferraris abgewürgt, musste ihn neu starten und dem Feld hinterherfahren. Trotz der schlechten Sicht, die durch Ickx’ Mirage aufgewirbelte Gischt entstand, hielt Mairesse kurzen Abstand zu seinem Landsmann. Bis zum ersten Boxenstopp betrug der Abstand zwischen den beiden Führenden nie mehr als fünf Sekunden. Erster der Spitzenwagen an der Box war der Chaparral von Mike Spence, der an der fünften Stelle lag. Als Phil Hill nach dem Nachtanken wieder losfahren wollte, sprang der Prototyp nicht an. Zehn Minuten lang versuchten die Mechaniker um Jim Hall den Chevrolet-Motor zu starten, dann konnte Hill mit großem Rückstand wieder auf die Piste gehen.
Die Führenden kamen mit Rundenabstand zum ersten Tankstopp. Während Ickx nach dem Auftanken einen weiteren Stint fuhr, ließ Equipe-Nationale-Belge Teamchef Jacques Swaters den Fahrer wechseln. Willy Mairesse stieg aus und Jean Blaton ein. Die Rundenzeiten von Ickx konnte Blaton nicht fahren und der Mirage zog davon. Nach zwei Stunden Renndauer hatten die beiden führenden Wagen das gesamte Feld mindestens einmal überrundet. An der dritten Stelle fuhr Jo Siffert im Porsche 910. Auch dieses Team wechselte den Fahrer noch nicht. Für die Wagen, in denen noch der Startfahrer saß, kam jetzt das Reglement zum Tragen, das eine maximale Fahrzeit pro Fahrer und Stint von zwei Stunden vorsah. Der führende Ickx musste daher zum Fahrerwechsel die Boxen anfahren. Inzwischen hatte er den gelben 412P von Blaton eingeholt, überrundete ihn in der 35. Runde und kam in der folgenden an die Box. Ickx Teamkollege war eigentlich Alan Rees. Der 29-jährige Brite fühlte sich als der Nummer-1-Pilot im Team und war über die seiner Meinung nach stattfindende Bevorzugung von Ickx erzürnt. Am Abend vor dem Rennen warf er Rennleiter David Yorke vor, Ickx wäre dessen Lieblingsfahrer. Es kam zum Streit und Rees verließ erbost die Rennstrecke. Das Team Stand mir nur mehr drei Fahrern für zwei Wagen da. Auf dem zweiten Mirage waren David Piper und Dick Thompson gemeldet. Startfahrer war Piper, der in der siebten Runde einen Unfall wegen eines schadhaften Stoßdämpfers hatte. Dadurch wurde Thompson als Partner für Ickx frei. Als sich Ickx der 3-Stunden-Maximalzeit langsam näherte und zum Boxstopp hereingeholt werden sollte, war Thompson nicht auffindbar. Ein wütender David Yorke eilte zur Rennleitung – Ickx saß nunmehr bereits länger als drei Stunden im Auto – um eine Disqualifikation wegen der zu langen Fahrzeit zu verhindern. Dort ignorierte man das Vergehen einfach und als Thompson endlich im Fahrerlager gefunden werden konnte, vollzog das Team den Pilotenwechsel. Thompson war teilweise 30 Sekunden pro Runde langsamer als Ickx, konnte die Führung jedoch halten und blieb nur eine Stunde im Cockpit.
Entschieden wurde das Rennen durch einen Unfall von Willy Mairesse, der den Ferrari wieder von Blaton übernommen hatte. Der Fahrer blieb unverletzt, der Wagen musste jedoch aus dem Rennen genommen werden. Auch der Chaparral – Spence fuhr die schnellste Rennrunde – fiel aus. Grund war ein defektes Getriebe. Ickx und Thompson gewann das Rennen vor dem Siffert/Herrmann-Porsche und Attwood und Bianchi im bestplatzierten Ferrari. Für Jacky Ickx war es der erste Sieg bei einem Weltmeisterschaftsrennen für Sportwagen. Bis zum Ende der Serie 1992 folgten weitere 36.

## Ergebnisse

### Schlussklassement
| 1               | P + 2.0  | 6  | J. W. Automotive                | Jacky Ickx Dick Thompson             | Mirage M1             | 71 |
| 2               | P 2.0    | 21 | Porsche System Engineering      | Jo Siffert Hans Herrmann             | Porsche 910           | 70 |
| 3               | P + 2.0  | 10 | Maranello Concessionaires       | Richard Attwood Lucien Bianchi       | Ferrari 412P          | 70 |
| 4               | P + 2.0  | 2  | Jackie Epstein                  | Paul Hawkins Jackie Epstein          | Lola T70 Mk.3 GT      | 69 |
| 5               | P + 2.0  | 9  | SpA Ferrari SEFAC               | Mike Parkes Lorenzo Bandini          | Ferrari 330P4         | 69 |
| 6               | P + 2.0  | 4  | Peter Sutcliffe                 | Peter Sutcliffe Brian Redman         | Ford GT40             | 68 |
| 7               | P 2.0    | 22 | Porsche System Engineering      | Gerhard Koch Gerhard Mitter          | Porsche 910           | 67 |
| 8               | S + 2.0  | 41 | Dawnay Racing                   | Mike Salmon Jackie Oliver            | Ford GT40             | 65 |
| 9               | P 2.0    | 30 | Racing Team VDS                 | Serge Trosch Teddy Pilette           | Alfa Romeo Giulia TZ2 | 61 |
| 10              | GT 2.0   | 71 | British Motor Co.               | Roger Enever Alec Poole              | MGB                   | 60 |
| 11              | GT 2.0   | 67 | Jean-Pierre Gaban               | Jean-Pierre Gaban Noël van Assche    | Porsche 911S          | 59 |
| 12              | P 2.0    | 62 | Racing Team VDS                 | Gustave Gosselin Daniel Dezy         | Alfa Romeo Giulia TZ2 | 59 |
| 13              | GT + 2.0 | 61 | Sunbeam Racing Belgium          | Chris Tuerlinx „Roets“               | Sunbeam Tiger         | 58 |
| 14              | P 2.0    | 34 | Societé Automobiles Alpine      | Jean Vinatier Alain LeGuellec        | Alpine A210           | 58 |
| 15              | GT 2.0   | 72 | Matra Benelux                   | Eric de Keyn Francis Polak           | Matra Djet 5S         | 55 |
| 16              | P 2.0    | 33 | Societé Automobiles Alpine      | Mauro Bianchi Henri Grandsire        | Alpine A210           | 54 |
| 17              | GT 2.0   | 74 | Matra Benelux                   | David van Lennep Georges Hacquin     | Matra Djet 5S         | 52 |
| Ausgefallen     |          |    |                                 |                                      |                       |    |
| 18              | S + 2.0  | 40 | Ford France                     | Jo Schlesser Guy Ligier              | Ford GT40             | 19 |
| 19              | P + 2.0  | 7  | J. W. Automotive Engineering    | David Piper Dick Thompson            | Mirage M1             | 7  |
| 20              | P + 2.0  | 1  | Chaparral Cars Inc.             | Mike Spence Phil Hill                | Chaparral 2F          |    |
| 21              | P + 2.0  | 11 | Equipe Nationale Belge          | Willy Mairesse Jean Blaton           | Ferrari 412P          |    |
| 22              | P 2.0    | 23 | Squadra Tartaruga               | Dieter Spoerry Rico Steinemann       | Porsche 906 LH        |    |
| 23              | P 2.0    | 28 |                                 | Alan Harvey Syd Fox                  | Ginetta G12           |    |
| 24              | P 2.0    | 29 | Abarth England                  | John Fitzpatrick Roger Eccles        | Abarth 1600 OT        |    |
| 25              | S + 2.0  | 45 | Edward Nelson                   | Edward Nelson Robin Widdows          | Ford GT40             |    |
| 26              | S 2.0    | 50 | Mike de Udy                     | Roy Pike Colin Davis                 | Porsche 906           |    |
| 27              | S 2.0    | 52 |                                 | Ian Alexander Jean Famayle           | Diva GT               |    |
| 28              | S 2.0    | 54 | Racing Team Holland             | Günther Huber Ben Pon Peter Peter    | Porsche 906           |    |
| 29              | GT 2.0   | 75 | Societé Automobiles Alpine      | Gérard Larrousse Jean-Claude Andruet | Alpine A110           |    |
| Nicht gestartet |          |    |                                 |                                      |                       |    |
| 30              | P + 2.0  | 5  | Mike de Udy                     | Mike de Udy                          | Lola T70 Mk.3 GT      | 1  |
| 31              | P 2.0    | 20 | Ecurie Francorchamps            | Léon Dernier                         | Ferrari Dino 206SP    | 2  |
| 32              | P 2.0    | 27 | Pierre Bonvoisin                | Pierre Bonvoisin William Scheeren    | Apal                  | 3  |
| 33              | P 2.0    | 31 | Chris Barber                    | John Hine                            | Lotus 47              | 4  |
| 34              | S 2.0    | 51 | Racing Team Holland             | Ben Pon Gijs van Lennep              | Porsche 906           | 5  |
| 35              | S 2.0    | 53 | Autosport International Porsche | Jochen Neerpasch Udo Schütz          | Porsche 906           | 6  |
| 36              | GT + 2.0 | 63 | Maranello Concessionaires       | Paul Vestey Carlos Gaspar            | Ferrari 275 GTB/C     | 7  |
| 37              | GT 2.0   | 73 | Matra Benelux                   | David van Lennep John Lagodny        | Matra Djet 5S         | 8  |

1 Unfall im Training
2 nicht gestartet
3 nicht gestartet
4 Brems und Ölpumpendefekt im Training
5 Unfall im Training
6 nicht gestartet
7 Chassis gebrochen
8 nicht gestartet

### Nur in der Meldeliste
Hier finden sich Teams, Fahrer und Fahrzeuge, die ursprünglich für das Rennen gemeldet waren, aber aus den unterschiedlichsten Gründen daran nicht teilnahmen.
| Pos. | Klasse   | Nr. | Team                 | Fahrer                                    | Chassis           |
| ---- | -------- | --- | -------------------- | ----------------------------------------- | ----------------- |
| 38   | P + 2.0  | 3   | Lola Cars            | John Surtees David Hobbs                  | Lola T70 Mk.3 GT  |
| 39   | P + 2.0  | 8   |                      | Michael Merrick Gerry Ashmore             | Lotus 47          |
| 40   | P + 2.0  | 12  | David Prophet        | David Prophet Trevor Taylor               | Ferrari 250LM     |
| 41   | P 2.0    | 24  | Abarth England       | Peter Mould Chris Ashmore                 | Abarth 2000 OT    |
| 42   | P 2.0    | 25  | David Bridges        | Brian Redman Alan Rollinson               | Chevron B5        |
| 43   | P 2.0    | 26  |                      | John Sutton Hugh Dibley                   | Lotus 47          |
| 44   | P 2.0    | 32  |                      | Jean-Marie Pierson Eric Catulle           | Lotus Elite       |
| 45   | P 2.0    | 35  | Matra Sports         | Jean-Pierre Jaussaud Johnny Servoz-Gavin  | Matra MS630       |
| 46   | S + 2.0  | 42  | Firmin Dauwe         | Firmin Dauwe                              | Ford GT40         |
| 47   | S + 2.0  | 43  | Patrick McNally      | Patrick McNally Richard Bond              | Ford GT40         |
| 48   | S + 2.0  | 44  | Patrick McNally      | William McNamara                          | Ford GT40         |
| 49   | GT + 2.0 | 60  |                      | Nicolas Koob Dirk Kniessel                | AC Cobra          |
| 50   | GT + 2.0 | 62  | Ecurie Francorchamps | Gustave Gosselin Hughes de Fierlant       | Ferrari 275 GTB/C |
| 51   | GT 2.0   | 68  |                      | Luc Dierck                                | Porsche 911S      |
| 52   | GT 2.0   | 69  |                      | Edmond Meert Robert Dutoit                | Porsche 911S      |
| 53   | GT 2.0   | 70  |                      | Jean-Pierre Hanrioud Jean-Marie Jacquemin | Porsche 911S      |

### Klassensieger
| Klasse   | Fahrer                  | Fahrer        | Fahrzeug      | Platzierung im Gesamtklassement |
| -------- | ----------------------- | ------------- | ------------- | ------------------------------- |
| P + 2.0  | Jacky Ickx              | Dick Thompson | Mirage M1     | Gesamtsieg                      |
| P 2.0    | Jo Siffert              | Hans Herrmann | Porsche 910   | Rang 2                          |
| S + 2.0  | Mike Salmon             | Jackie Oliver | Ford GT40     | Rang 8                          |
| S 2.0    | kein Teilnehmer im Ziel |               |               |                                 |
| GT + 2.0 | Chris Tuerlinckx        | „Roets“       | Sunbeam Tiger | Rang 13                         |
| GT 2.0   | Roger Enever            | Alex Poole    | MGB           | Rang 10                         |

### Renndaten
- Gemeldet: 53
- Gestartet: 29
- Gewertet: 17
- Rennklassen: 6
- Zuschauer: unbekannt
- Wetter am Renntag: Regen
- Streckenlänge: 14,100 km
- Fahrzeit des Siegerteams: 5:09:46,500 Stunden
- Gesamtrunden des Siegerteams: 71
- Gesamtdistanz des Siegerteams: 1001,100 km
- Siegerschnitt: 193,902 km/h
- Pole Position: Phil Hill – Chaparral 2F (#1) – 3:35,600 = 235,436 km/h
- Schnellste Rennrunde: Mike Spence – Chaparral 2F (#1) – 4:03,500 – 208,406 km/h
- Rennserie: 4. Lauf zur Sportwagen-Weltmeisterschaft 1967